# 市川武
市川 武（いちかわ たけし、1924年〈大正13年〉9月10日 - 2020年〈令和2年〉5月22日）は、昭和から平成時代の政治家。静岡県裾野市長。

## 経歴
裾野市出身。1947年（昭和22年）九州帝国大学工学部土木工学科卒業。
1952年（昭和27年）静岡県庁に奉職し、1969年（昭和44年）港湾課長、1977年（昭和52年）土木部技監を経て、1978年（昭和53年）裾野市長に当選。4期務めた。
2020年（令和2年）5月22日死去、95歳。

## 栄典
勲章等
- 1994年（平成6年） - 勲四等瑞宝章[1]
- 2020年（令和2年） - 正五位